# Kim Chizevsky-Nicholls
Kim Chizevsky-Nicholls (Charleston, Illinois; 23 de abril de 1968) es una campeona de culturismo profesional y competidora de fitness y figura estadounidense.

## Primeros años y educación
Nacida Kim Chizevsky en 1968 en la ciudad de Charleston, en el estado estadounidense de Illinois, siendo la mayor de dos hijos. En 1970 la familia se trasladó y la crio en Decatur. En la escuela primaria practicó deportes como el baloncesto, el voleibol y animación deportiva. Además, en la secundaria practicó atletismo: corrió los 100, 400, 800 m, lanzó el tiro y el disco y realizó el salto de longitud. Tras graduarse en el instituto en 1986, asistió a la Universidad del Sur de Illinois Carbondale durante tres años, donde estudió servicios de secretaría legal y médica y trabajó como asistente legal en un bufete de abogados. Durante su estancia en la universidad, se unió al equipo de baile y participó en aeróbic.

## Carrera en el culturismo

### Amateur
En 1988, empezó a salir con Chad Nicholls. Por aquel entonces era instructora de aeróbic, pero Nicholls la orientó hacia el culturismo. Después de tres meses bajo las instrucciones de Chad, Chizevsky-Nicholls, con un peso de 55 kg y 1,73 m de estatura, quedó en segundo lugar en la categoría de peso ligero en el Tri State de la NPC del año 1989. Con la excepción de dicho torneo y del AAU Central USA de 1989, quedaría primera en todas las competiciones de culturismo amateur a las que asistió. Obtuvo su tarjeta profesional al ganar el Campeonato Norteamericano de la IFBB de 1992, compitiendo en la modalidad de 67 kg.

### Profesional
1993-1995
En su debut profesional en 1993, asistió a su primer concurso profesional, el Ms. International, que ganó. En noviembre de 1993, asistió a su primer Ms. Olympia, donde quedó en quinto lugar. En la edición de 1994 de la Ms. International quedó quinta. En 1995 obtuvo sendas segundas plazas en el International y Olympia.
1996-1999
En 1996 ganó la Ms. Internacional y destronaría a la campeona vigente, Laura Creavalle. También en 1996, desbancaría a la seis veces campeona de los Juegos Olímpicos, Lenda Murray. Esta fue la primera vez que una culturista profesional ganaba el Ms. International y el Ms. Olympia en el mismo año. En 1997 retuvo su título de Ms. Olympia contra Lenda Murry, que se retiró posteriormente. En el Ms. Olympia de 1997, compitió en 71 kg. En 1998 y 1999, ganó las dos competiciones del Olympia.

### Retiro
Decidió retirarse del culturismo tras ganar el Ms. Olympia de 1999. Según Bill Dobbins, se retiró debido a las directrices de discriminación de género establecidas por la IFBB, que abogaban por una mayor "feminidad" y una menor "musculatura" en el deporte.

### Legado
Kim Chizevsky-Nicholls está considerada como una de las mejores y más musculosas culturistas de todos los tiempos. Fue la primera culturista que ganó el Ms. International y el Olympia en el mismo año, en 1996. Fue la mejor culturista femenina en la lista de clasificación del culturismo femenino profesional de la IFBB hasta el 22 de octubre de 2000. En enero de 2008, Chizevsky fue incluida en el Salón de la Fama de la IFBB.

### Historial competitivo
- 1989 - Tri-State Bodybuilding (Illinois) - 2.º puesto (LHW)
- 1989 - AAU Illinois - 1º puesto (Tall)
- 1989 - AAU Central USA - 2.º puesto (Tall)
- 1990 - NPC Tri-State - 1º puesto (HW)
- 1990 - AAU Southern Illinois - 1st (Tall)
- 1990 - AAU Illinois - 1º puesto (Overall)
- 1990 - AAU Central USA - 1º puesto (Overall)
- 1991 - NPC Continental USA - 1º puesto (Overall)
- 1991 - MPC Midwest Grand Prix - 1º puesto (Overall)
- 1992 - NPC Junior Nationals - 1º puesto (HW y overall)
- 1992 - IFBB North American Championship - 1º puesto (HW y overall)
- 1993 - IFBB Ms. International - 1º puesto
- 1993 - IFBB Ms. Olympia - 5.º puesto
- 1994 - IFBB Ms. International - 5.º puesto
- 1995 - IFBB Ms. International - 2.º puesto
- 1995 - IFBB Ms. Olympia - 2.º puesto
- 1996 - IFBB Ms. International - 1º puesto
- 1996 - IFBB Ms. Olympia - 1º puesto
- 1997 - IFBB Ms. Olympia - 1º puesto
- 1998 - IFBB Ms. Olympia - 1º puesto
- 1999 - IFBB Ms. Olympia - 1º puesto[8]

## Carrera en el mundo del fitness
Chizevsky-Nicholls abandonó gran parte de sus ganancias musculares y comenzó a competir en concursos de fitness en 2001, pero con un éxito limitado.

### Historial de concursos
- 2001 - IFBB Fitness International - 6.º puesto
- 2002 - Southwest Pro Fitness - 4.º puesto[8]

## Carrera en el mundo de la figura
Cinco meses después de dar a luz a su primer hijo, Chizevsky-Nicholls comenzó a competir en la modalidad de figuras, pero de nuevo con un éxito limitado.

### Historial de concursos
- 2003 - Campeonato profesional de la IFBB Show of Strength - 9.º puesto
- 2004 - IFBB Show of Strength Pro Championship - 7.º puesto[8]

## Vida personal
En mayo de 1993, Kim Chizevsky-Nicholls se casó con Chad Nicholls. Reside en Springfield (Misuri) y tiene dos hijos.

### Aparición en televisión
En julio de 1995, Chizevsky-Nicholls apareció en el talk show Geraldo, junto con Bill Dobbins, Lenda Murray, Debbie Muggli, Sharon Bruneau, Debbie Kruck, Sha-ri Pendleton y Nikki Fuller.
El documental del año 2000 Bodybuilders trataba sobre el culturismo femenino, centrado específicamente en la Ms. Olympia y en los rápidos cambios que se produjeron en este deporte desde 1980 hasta el año 2000, y Kim Chizevsky-Nicholls aparece y es entrevistada en la película.

### Aparición en el cine
En el año 2000, Chizevsky-Nicholls apareció en la película La celda, protagonizada por Jennifer López. Según el comentario de audio del director, Tarsem Singh, en el DVD, el personaje que ella interpretaba figuraba originalmente en el guion simplemente como "ayudante", por lo que Tarsem preguntó al diseñador de producción qué le molestaba. Entonces, le respondió que "esas mujeres que hacen ejercicio", así que la añadió a ella. A Tarsem le preocupaba que el público pudiera pensar que era un hombre travestido, así que le pusieron pechos protésicos.